# Réseau de vigilance et d'alerte de la filière apicole
 (mai 2012).
Si vous disposez d'ouvrages ou d'articles de référence ou si vous connaissez des sites web de qualité traitant du thème abordé ici, merci de compléter l'article en donnant les références utiles à sa vérifiabilité et en les liant à la section « Notes et références ».
Le réseau de vigilance et d'alerte de la filière apicole et des écosystèmes, aussi appelé « ApiVigi - Bee-partner » est une structure de l 'association internationale d'apiculteurs Maksika , qui maille une grande quantité de ruches afin de surveiller les facteurs de stress des abeilles (mortalité des abeilles, vol de ruches, phénomènes apicoles inhabituels) en même temps que l’impact de l'environnement sur le vivant à partir des abeilles.
Outre son action dans le domaine des abeilles, le réseau « ApiVigi - Bee-partner » vise d'autres secteurs (agriculture, industrie...)  afin d'effectuer en temps réel de la surveillance de santé environnementale à grande échelle et d'observation de l'érosion de la biodiversité.

## Technologie
Le réseau est construit autour d'un maillage de plus de 30 000 ruches (nommées « ruches laboratoire) associées à un dispositif de balises et de terminaux d'enregistrement sur site. Ces ruches, balises et terminaux sont déployés à travers l'Europe. Ils surveillent en permanence 78 paramètres biophysiques concernant l'érosion de la qualité de l'environnement (air, eau, électromagnétique, bruit, la biodiversité, la santé des abeilles, etc.) associés à des données météorologiques.
Le principe de fonctionnement repose sur le croisement de données venant du numérique et du vivant et en particulier sur l'utilisation des caractéristiques de bio accumulation issue des multi-micro prélèvements effectués par les abeilles au cours d'une journée. 
Grâce à des applications de collecte de données sur les pratiques apicoles tels que Bee-partner (logiciel apiculture), au système d'information et son maillage, le Réseau permet le croisement de données issues du vivant (comportement des abeilles, mortalité...) de données physiques et bio chimiques de l 'environnement (micro météo, polluants...), l'extraction de connaissance, l'alerte en temps réel les décideurs et responsables, de fournir de l'aide à la décision, de scénariser les événements futurs, et d'informer les populations.
Associé à un système de SIG, ce réseau permet en outre la visualisation cartographique des données selon des requêtes précises.
Les ruches laboratoires du réseau ApiVigi - Bee-partner, relèvent 78 paramètres relatifs à l'environnement et les abeilles à partir de capteurs standards mais aussi de capteurs développés par les ingénieurs et scientifiques du réseau, tels que le comptage d'abeilles entrantes et sortantes par vidéo, l'analyse de la densité de la colonie dans la ruche et la détection identification d'ADN dans les ruches.
Depuis 2009, en collaboration avec divers partenaires scientifiques, techniques et associatif, le réseau de vigilance de la filière apicole vise de protéger les abeilles et de soutenir son développement grâce à divers services d'évaluation de l'environnement et de la santé des abeilles,  d'optimisation de la performance apicole, et de qualification des miels à partir :
- du comptage des abeilles entrée et sortie par caméra
- de séquençage d'ADN
- de détection de polluant par électro-microscopie...

Les donnes issues du réseau ont démontré :
- que le nombre d'abeilles sortantes et entrantes de la ruche est en corrélation avec la qualité de l'environnement et la présence de différents polluants sur un périmètre de 3 km autour de la ruche. (Métaux lourds, PCB, HAP, Dioxines/Furanes, pesticides..)
- qu'il est possible de détecter et identifier automatiquement les ADN directement dans les ruches.
- qu'il est possible d'évaluer la présence de polluants par microscopie électronique de l'abeille.

Associés à d'autres paramètres,et à "l'indice abeille-indication(r)", cette démonstration a permis dès 2008 aux membres du réseau d'effectuer du "diagnostic à partir des abeilles en tous milieux (urbains, industriels, naturels, cultivés à destination des populations, des collectivités, des entreprises, CAUE, ...).
"L'indice abeille-indication(r)" peut se déterminer à toute échelle. Le réseau permet d'établir des seuils d'alertes de risques pour les abeilles (qui se comportent comme espèce sentinelle) ainsi que des seuils d'alertes spécifiques pour les humains. Le comptage et l'identification des ADN a également permis en 2008, de qualifier automatiquement les miels sur site de production et d'évaluer la biodiversité ambiante.
Ces procédés ont permis d'améliorer la traçabilité des produits apicoles ainsi que la performance des exploitations. ApiVigi - Bee-partner permet aux apiculteurs de diversifier leurs activités.
ApiVigi - Bee-partner a développé un indice spécial Abeille / environnement qui permet de qualifier l'impact bilatéral de l'environnement sur le bien-être et la santé de l'abeille et par déduction sur les humains.

## Applications
Outre la surveillance, en continu, des abeilles (bio surveillance, bio-indication ainsi que celle de l 'environnement et des écosystèmes, les équipes du réseau mènent des expérimentations de lutte contre les espèces invasives et en particulier contre le frelon asiatique "Velutina Nigri Thorax"  depuis 2010 pour géolocaliser les nids. De récents essais auraient montré l'intérêt des systèmes de luttes mis en tests au sein du réseau. On trouve également des applications de : prévisions de récolte (anticipation des stades phénologiques de plantes à fort potentiel économique...), bio-Zonage, micro Météo, sécurisation des ruchers d'abeilles, suivi de rucher d'abeilles, bio-surveillance et bio-indication  par les abeilles, traçabilité à grande échelle de la qualité des miels et de leurs origines.